# Dichaena strobilina
Dichaena strobilina är en svampart som först beskrevs av Holle & J.C. Schmidt, och fick sitt nu gällande namn av Elias Fries 1849. Dichaena strobilina ingår i släktet Dichaena och familjen Ascodichaenaceae.   Inga underarter finns listade i Catalogue of Life.